# روبرت نيلسون (لاعب هوكي جليد)
روبرت نيلسون هو لاعب هوكي جليد كندي، ولد في 10 يناير 1985 في كالغاري في كندا.

## وصلات خارجية
- روبرت نيلسون على موقع دوري الهوكي الوطني (الإنجليزية)
- روبرت نيلسون على موقع قاعة مشاهير الهوكي (لاعب أن.إتش.أل) (الإنجليزية)
- روبرت نيلسون على موقع دوري الهوكي للقارات (الإنجليزية)
- روبرت نيلسون على موقع EliteProspects.com (الإنجليزية)
- روبرت نيلسون على موقع Eurohockey.com (الإنجليزية)
- روبرت نيلسون على موقع HockeyDB.com (الإنجليزية)
- روبرت نيلسون على موقع Hockey-Reference.com (الإنجليزية)